# Argyropelecus
Argyropelecus è un genere di pesci ossei abissali appartenente alla famiglia Sternoptychidae.

## Distribuzione e habitat
La maggior parte delle specie popola l'Oceano Atlantico e A. hemigymnus è presente anche nel Mar Mediterraneo. A. sladeni è invece cosmopolita. Sono pesci batipelagici.

## Specie
- Argyropelecus aculeatus
- Argyropelecus affinis
- Argyropelecus gigas
- Argyropelecus hemigymnus
- Argyropelecus lychnus
- Argyropelecus olfersii
- Argyropelecus sladeni[1]